# 清水展
清水 展（しみず ひろむ、1951年 - 2025年2月22日）は、日本の文化人類学者、京都大学名誉教授。

## 来歴
神奈川県横須賀市出身。関東学院六浦高等学校、東京大学教養学部文化人類学卒、1979年同博士課程中退、同助手、80年東京大学東洋文化研究所助手、1985年九州大学教養部助教授、1987年「変化と持続 ピナトゥボ・アエタ社会における出来事の受容をめぐって」で東京大学社会学博士。94年九州大学比較社会文化研究院教授、2006年京都大学東南アジア地域研究研究所教授。2016年、日本文化人類学会賞受賞。2017年『草の根グローバリゼーション』で日本学士院賞受賞。2024年、瑞宝中綬章受章。2025年2月22日、死去した。73歳没。死没日付をもって正四位に叙された。

## 著書
- 『出来事の民族誌 フィリピン・ネグリート社会の変化と持続』九州大学出版会 1990
- 『文化のなかの政治 フィリピン「二月革命」の物語』弘文堂 1991
- 『噴火のこだま ピナトゥボ・アエタの被災と新生をめぐる文化・開発・NGO』九州大学出版会 2003
- 『草の根グローバリゼーション 世界遺産棚田村の文化実践と生活戦略』京都大学学術出版会 2013
- "Pinatubo Aytas : Continuity and Change", Manila: Ateneo De Manila University Press, 1992.

- "The Orphans of Pinatubo", Manila: Solidaridad Pub. House, 2001.

共編著
- 『新しい人間、新しい社会 復興の物語を再創造する』木村周平共編著 京都大学学術出版会 災害対応の地域研究 2015

翻訳
- レイナルド・C.イレート『キリスト受難詩と革命 1840～1910年のフィリピン民衆運動』永野善子共監修 川田牧人,宮脇聡史,高野邦夫訳 法政大学出版局 叢書・ウニベルシタス　2005

## 論文
- <清水展